# Kanton Biblián
Der Kanton Biblián befindet sich in der Provinz Cañar südzentral in Ecuador. Er besitzt eine Fläche von 227,2 km². Im Jahr 2020 lag die Einwohnerzahl schätzungsweise bei 23.740. Verwaltungssitz des Kantons ist die Kleinstadt Biblián mit 5493 Einwohnern (Stand 2010). Der Kanton Biblián wurde im Jahr 1944 eingerichtet.

## Lage
Der Kanton Biblián liegt südzentral in der Provinz Cañar. Das Gebiet liegt in den Anden. Der Oberlauf des Río Burgay, ein rechter Nebenfluss des Río Cuenca, entwässert den zentralen und östlichen Teil. der Westen des Kantons liegt im Einzugsgebiet des Río Machángara, ebenfalls ein Zufluss des Río Cuenca. Das Gebiet liegt in Höhen zwischen 2550 m und 4338 m.
Der Kanton Biblián grenzt im Norden an den Kanton Cañar, im Osten an den Kanton Azogues, im Südosten an den Kanton Déleg sowie im Südwesten an den Kanton Cuenca der Provinz Azuay.

## Verwaltungsgliederung
Der Kanton Biblián ist in die Parroquia urbana („städtisches Kirchspiel“)
- Biblián

und in die Parroquia rural („ländliches Kirchspiel“)
- Jerusalén
- Nazón
- Sageo
- Turupamba

gegliedert.